# Albalat dels Tarongers
Albalat dels Tarongers (spanisch Albalat de Taronchers) ist eine Gemeinde (municipio) mit 1.516 Einwohnern (Stand: 2024) in der spanischen Provinz Valencia. Sie befindet sich in der Comarca Camp de Morvedre. 

## Geografie
Albalat dels Tarongers liegt etwa 24 Kilometer nördlich von Valencia in einer Höhe von ca. 95 m nahe der Mittelmeerküste. Durch die Gemeinde führt die Autovía A-23. 

## Bevölkerungsentwicklung
| Jahr      | 1920 | 1950 | 1970 | 1981 | 1991 | 2001 | 2011 | 2021 |
| Einwohner | 810  | 713  | 629  | 559  | 567  | 737  | 1147 | 1324 |

## Sehenswürdigkeiten

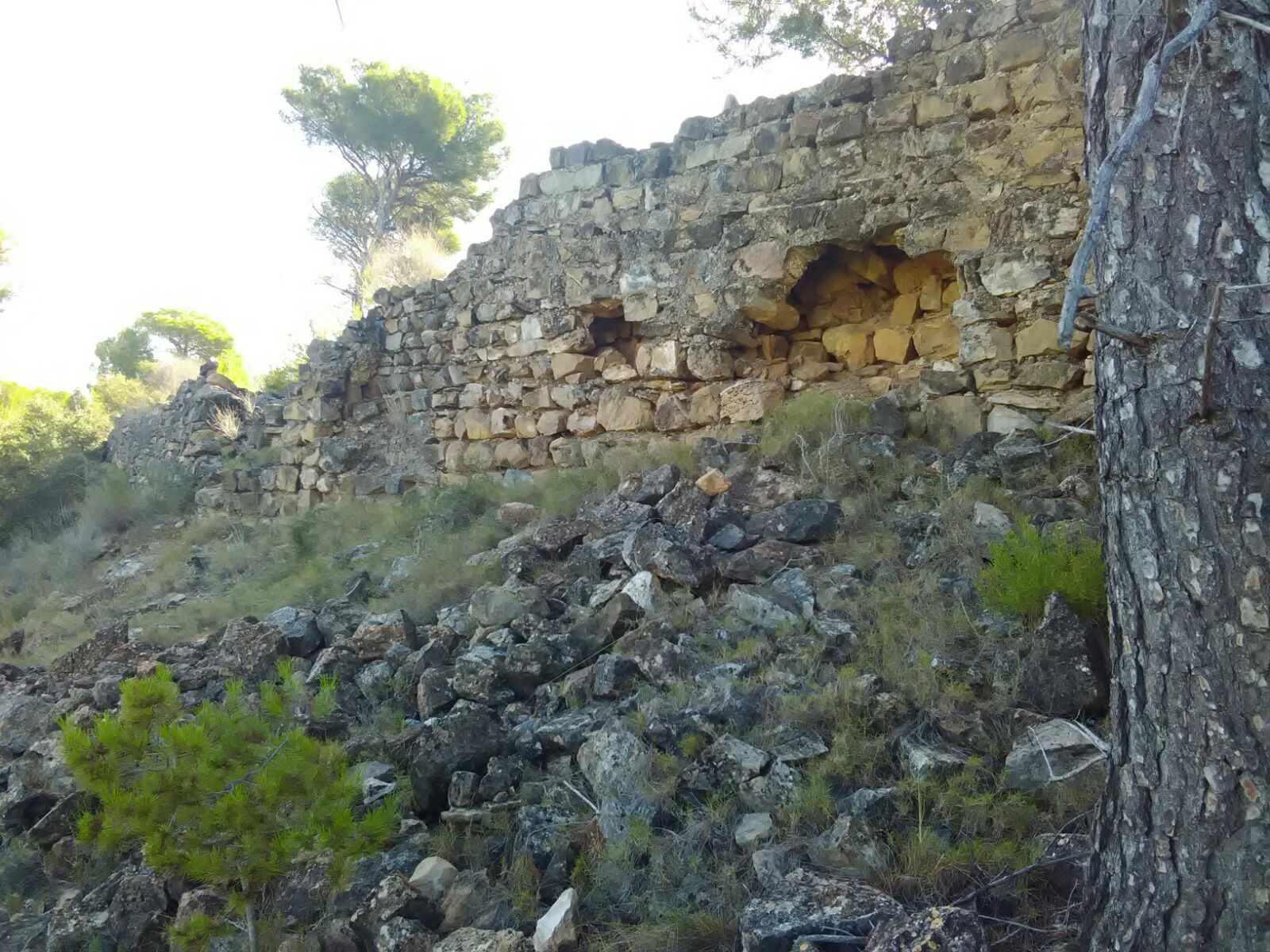
Burgruine von Piló
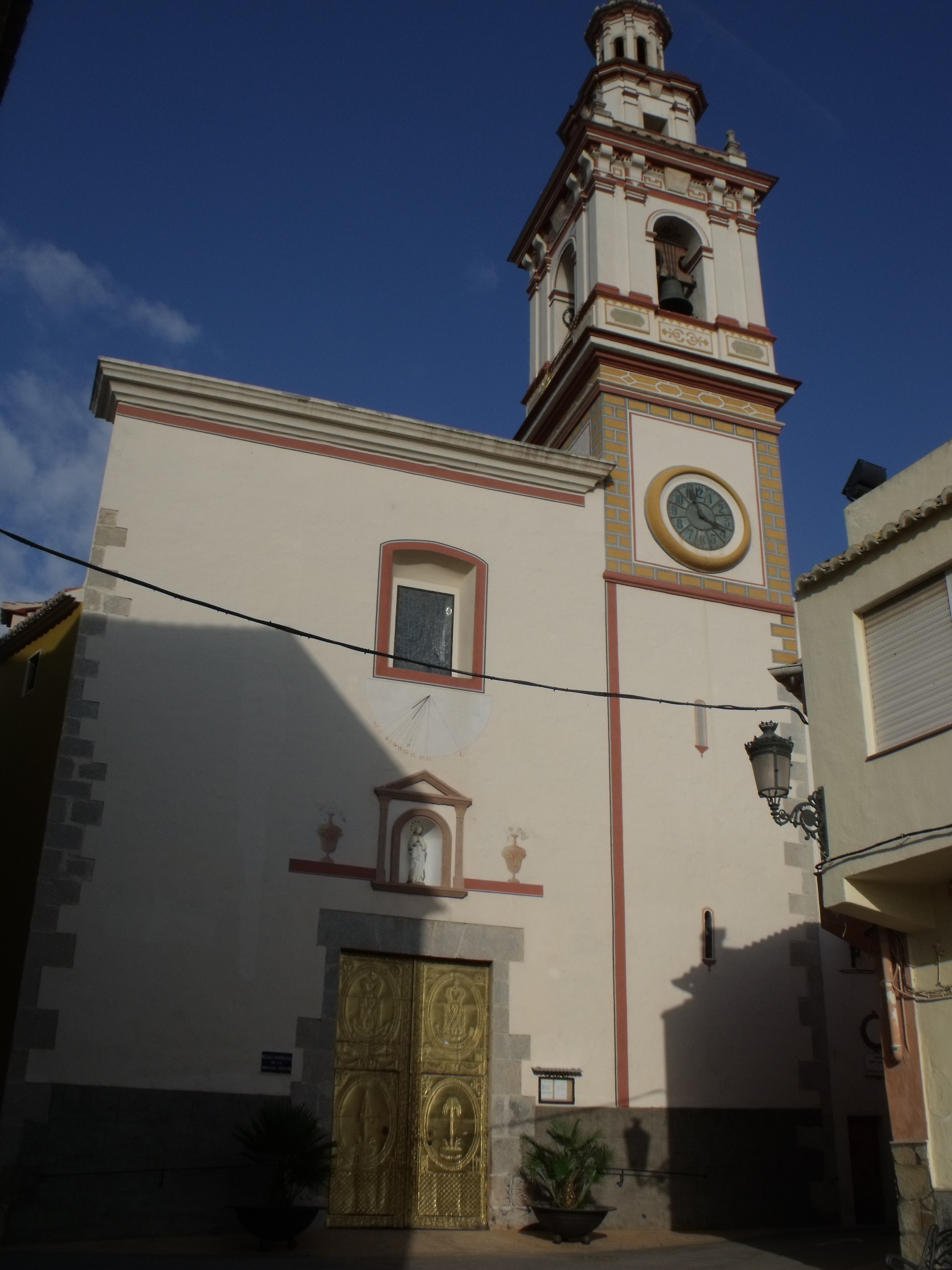
Johanneskirche

- Marienkirche (Iglesia de la Purísima o de la Inmaculada)
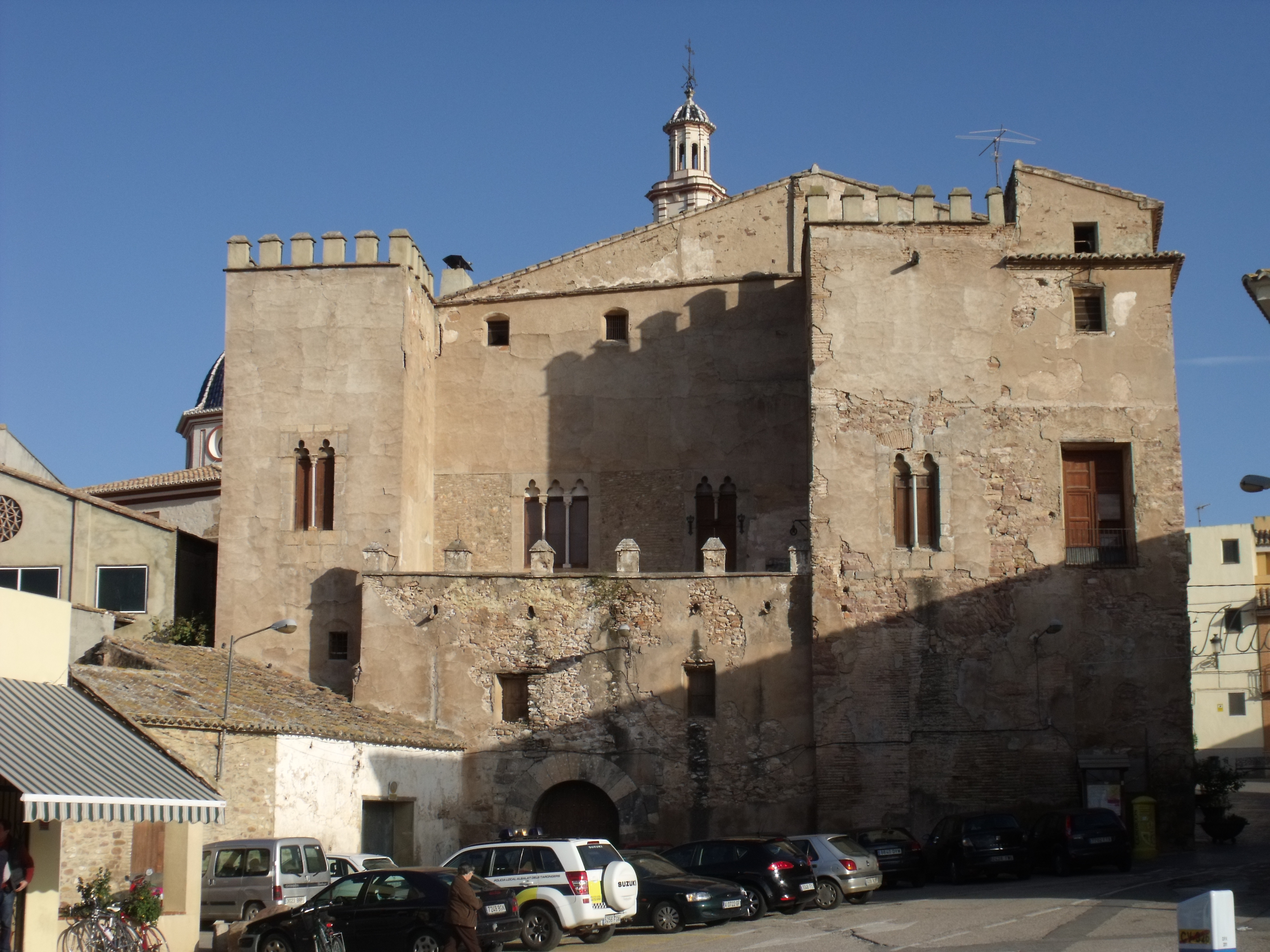
Castillo Palacio
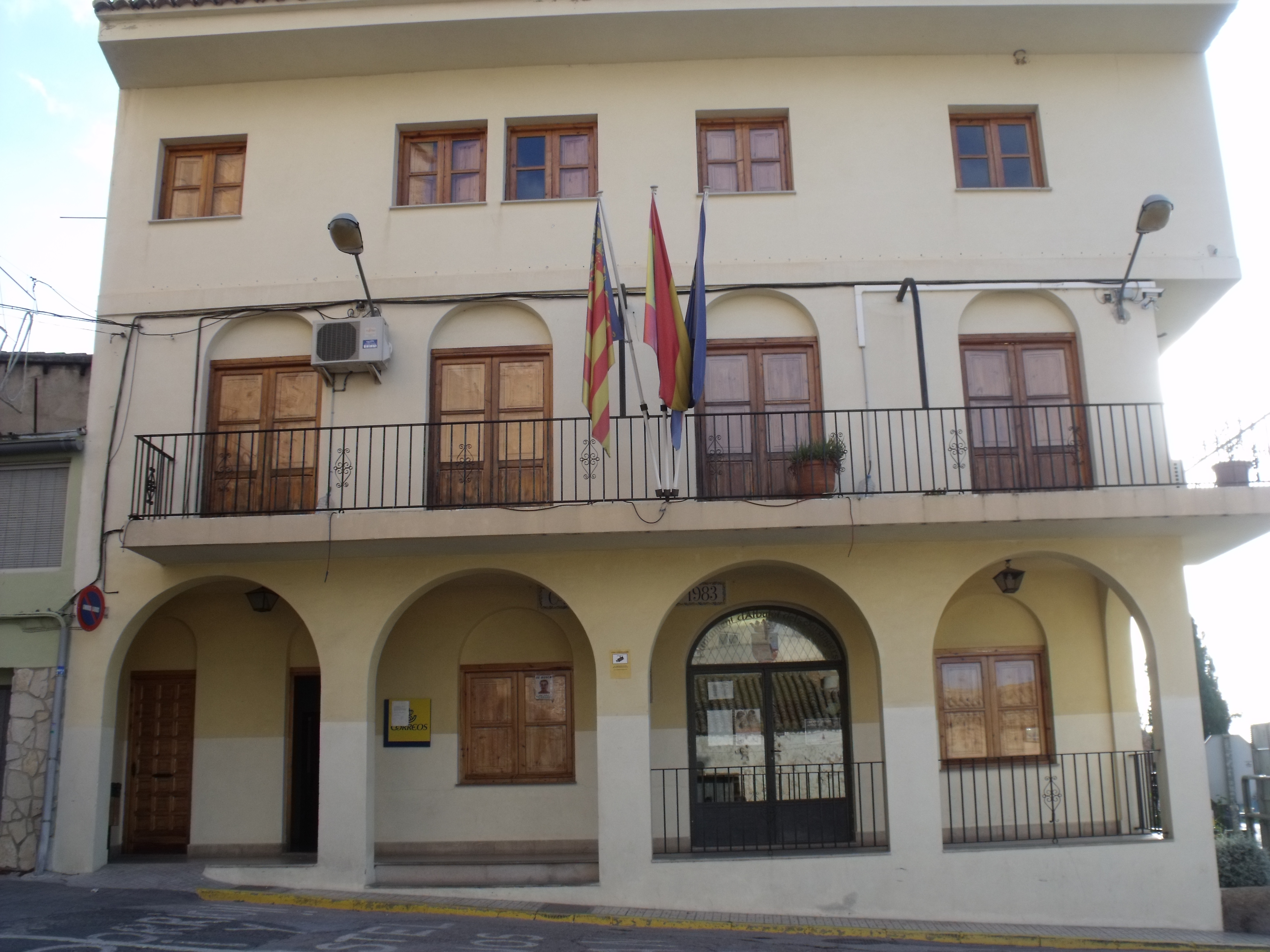
Rathaus

- Burgruine von Piló
- Johanneskirche
- Castillo Palacio
- Rathaus

## Persönlichkeiten
- Ángel Casero (* 1972), Radrennfahrer